# HD 202206
HD 202206 är en dubbelstjärna belägen i den mellersta delen av stjärnbilden Stenbocken. Den har en skenbar magnitud av ca 8,07 och kräver en stark handkikare eller ett mindre teleskop för att kunna observeras. Baserat på parallax enligt Gaia Data Release 2 på ca 21,7 mas, beräknas den befinna sig på ett avstånd på ca 150 ljusår (ca 46 parsek) från solen. Den rör sig bort från solen med en heliocentrisk radialhastighet på ca 15 km/s.

## Egenskaper
Primärstjärnan HD 202206 A är en solliknande gul till vit stjärna i huvudserien av spektralklass G6 V. Den är en metallrik stjärna - vad astronomer kallar överskott av element med högre atomnummer än helium - vilket kan förklara stjärnans ovanligt höga ljusstyrka för sin klass. Den har en massa och en radie som ungefär motsvarar solens och har ca 1,1 gånger solens utstrålning av energi från dess fotosfär vid en effektiv temperatur av ca 5 700 K.
År 2000 avslöjade analys av mätningar av stjärnans radiella hastighet förekomsten av en brun dvärg som följeslagare med en massa av minst 17 Jupitermassor i omlopp kring stjärnan i en excentrisk bana med en period av ca 256 dygn. Även efter att den bruna dvärgen hade redovisats visade stjärnan fortfarande en glidning i radiella hastighetsmätningar, vilket tyder på en annan följeslagare med en längre omloppsperiod. År 2004 efter ytterligare observationer tillkännagavs parametrarna för en föreslagen följeslagare.

## Planetssystem
Ytterligare observation av detta system reviderade 2017 den här bilden och visade att systemet istället bestod av ett par samkretsande stjärnor nära varandra, medan paret i sin tur omkretsades av en brun dvärg eller Superjupiter betecknad HD 202206 c, med en massa av ca 18 Jupitermassor och en omloppsperiod av ca 1 260 dygn.. Den yttre följeslagaren, nu betecknad komponent B snarare än 'b', är en röd dvärgstjärna med en massa av 8,9 procent av en solmassa. Ingen av dessa exoplaneter tros befinna sig i den beboeliga zonen.